# Голда Меир
Голда Меир (хебр. גולדה מאיר, арап. جولدا مائير; Кијев, 3. мај 1898 — Јерусалим, 8. децембар 1978) била је израелски политичар Меир је била четврти премијер Израела, од 17. марта 1969. до 1974.
Рођена као Голда Мабовиц, у Кијеву, Русија (сада у Украјини), емигрирала је са породицом у Милвоки, Висконсин, 1906. године. Тамо је завршила учитељски факултет, и предавала у јавним школама. Учланила се у Поале Цион (Ционистичка радничка организација) 1915. и емигрирала у Палестину, са својим мужем, Морисом Мајерсом, 1921. Он је умро 1951. Она је преузела хебрејско име Меир, 1956.
Преселила се у Тел Авив 1924, где је радила у разним службама, пре него што је изабрана у Кнесет 1949. Била је министар рада (1949—1956), и министар спољних послова (1956—1966).
Пошто је постала премијер, након смрти Левија Ешкола, њена влада је била потресана трвењима унутар владајуће коалиције, и озбиљним питањима у вези погрешних стратешких процена, и укупног мањка вођства, који су резултовали неочекиваним Јом Кипурским ратом. Голда Меир је поднела оставку, и наследио ју је Јицак Рабин.
Голда Меир је умрла у Јерусалиму 1978. године, где је и сахрањена на гробљу на планини Херцл.

## Младост
Голда Мабович је рођена у јеврејској породици у центру Кијева, Руског царства (данашња Украјина) 3. маја 1898. од мајке Блум Нејдич (умрла 1951) и Моше Мабовича (умро 1944), столара. Меир је у својој аутобиографији написала да су њена најранија сећања била како њен отац закива улазна врата као одговор на гласине о скором погрому. Имала је две сестре, Шејну (1889–1972) и Ципке (1902–1981), као и још петоро браће и сестара који су умрли у детињству. Посебно је била блиска са Шејном.
Моше Мабовић је отишао да нађе посао у Њујорку 1903. године. У његовом одсуству, остатак породице се преселио у Пинск да се придружи породици њене мајке. Године 1905, Моше се преселио у Милвоки, Висконсин, у потрази за боље плаћеним послом, и нашао запослење у радионицама локалне железничке станице. Следеће године је уштедео довољно новца да доведе своју породицу у Сједињене Државе.
Голдина мајка Блум Мабович водила је продавницу на северној страни Милвокија, где је до своје осме године Голда била задужена да надгледа радњу када је њена мајка ишла на пијацу по залихе. Голда је похађала школу Четврте улице (сада Школа Голда Меир) од 1906. до 1912. Као лидер од малих ногу, она је организовала прикупљање средстава за плаћање уџбеника за своје другове из разреда. Након што је основала Америчко друштво младих сестара, изнајмила је салу и заказала јавни састанак за тај догађај. Матурирала је као најбољи ђак своје класе.
Са 14 година студирала је у Средњој школи Северне дивизије и радила са пола радног времена. Њени послодавци су били Шустерова робна кућа и Јавна библиотека Милвокија. Њена мајка је желела да Голда напусти школу и да се уда, али је она то одбила. Купила је карту за воз до Денвера у Колораду и отишла да живи са својом удатом сестром Шејном Корнголд. Корнголдови су одржавали интелектуалне вечери у свом дому, где је Меир била изложена дебатама о ционизму, књижевности, праву гласа жена, синдикализму и још много тога. У својој аутобиографији, написала је: „У мери у којој су моја сопствена будућа уверења била обликована и добила форму ... те ноћи испуњене причама у Денверу играле су значајну улогу“. У Денверу је упознала и Мориса Мејерсона (такође „Маерсона“; 17. децембар 1893, Чикаго, Илиноис, САД – 25. мај 1951, Израел), сликара билборда, за кога се касније удала 24. децембра 1917.

## Повратак у Милвоки, ционистички активизам и учење
Године 1913. Голда се вратила у средњу школу Северне дивизије, и матурирала је 1915. Док је била тамо, постала је активни члан омладинских Радника Зиона, организације која је касније постала Хабоним, омладински покрет лабуристичког ционизма. Говорила је на јавним скуповима и прихватила социјалистички ционизам.
Похађала је учитељску школу Државна учитељска школа Милвокија (сада Универзитет Висконсин-Милвоки) 1916. године. Године 1917, похађала је Фокс школу на јидишу у Милвокију. Док је била у тој школи, дошла је ближе у контакт са идеалима лабуристичког ционизма. Године 1913, ступила је у романтичну везу са Морисом Мејерсоном (Маерсон). Она је била посвећени лабуристички циониста, а он посвећени социјалиста. Током овог периода, такође је радила са пола радног времена у Јавној библиотеци Милвокија.
Када су се Голда и Морис венчали 1917. године, насељавање у Палестини био је њен предуслов за брак. Голда је намеравала да одмах имигрира, али су њени планови поремећени када су све трансатлантске путничке услуге отказане због уласка Сједињених Држава у Први светски рат. Своју енергију је уложила у активности Радника Зиона. Убрзо након њиховог венчања, она је кренула у кампању прикупљања средстава за Раднике Зиона која ју је одвела широм Сједињених Држава. Пар се преселио у Палестину 1921, заједно са њеном сестром Шејном, и придружио се кибуцу.
Меир је изјавила 1975. године у издању своје аутобиографије Мој живот
Мислим да то није само ствар верских обреда и праксе. За мене, бити Јеврејин значи и увек је значило бити поносан што сам део народа који је задржао свој посебан идентитет више од 2.000 година, са свим болом и мукама које су му нанете.
Културно се снажно идентификовала са јудаизмом, али је била атеиста у религиозном погледу. Познато је да је она изјавила: „Ја верујем у јеврејски народ, а јеврејски народ верује у Бога“.

## Објављени радови
- This Is Our Strength (1962) – Golda Meir's collected papers
- My Father's House (1972)
- My Life (1975). Putnam. Meir, Golda (1975). My Life. Putnam. ISBN 0-399-11669-9.